# Chlorops bohemicus
Chlorops bohemicus är en tvåvingeart som beskrevs av Zuska 1960. Chlorops bohemicus ingår i släktet Chlorops och familjen fritflugor. Inga underarter finns listade i Catalogue of Life.